# خطوط طيران غير مجدولة

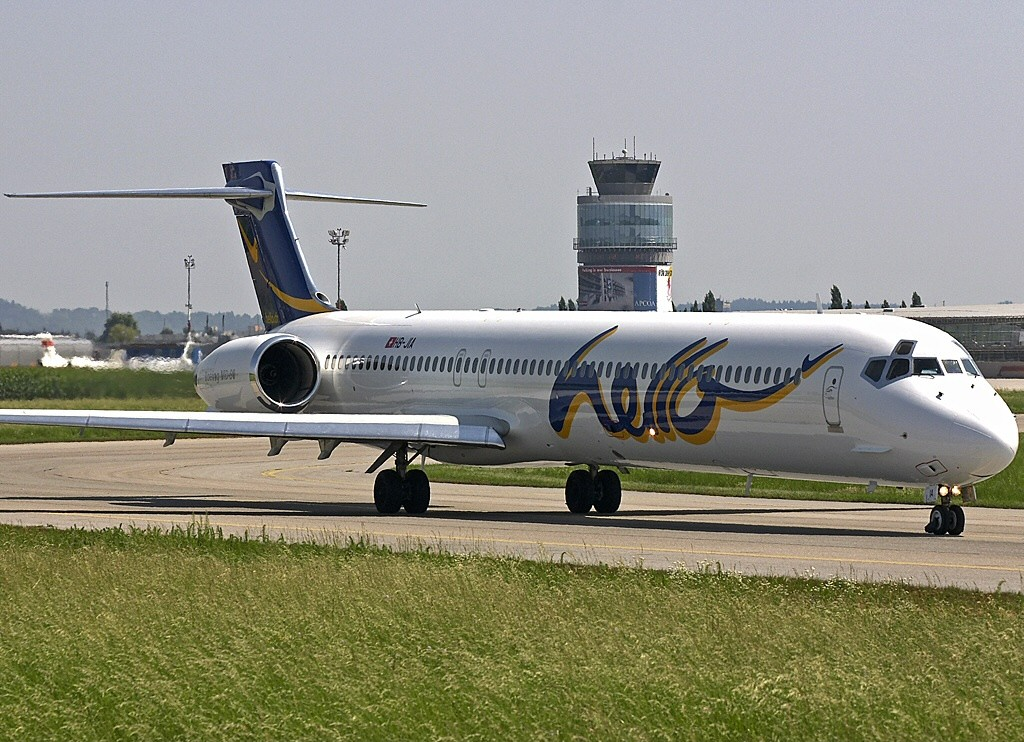
طائرة إم دي-90 لشركة (Hello AG) البائدة، وهي شركة طيران سويسرية غير مجدولة.

شركة الطيران غير المجدولة أو (خطوط طيران غير منتظمة) هي شركة تقدم خدمات النقل الجوي برحلات غير مجدولولة أو منتظمة للركاب أو البضائع مقابل رسوم بالساعة أو لكل ميل / كيلومتر لاستئجار الطائرة بأكملها مع الطاقم. يجوز لشركة الطيران غير المنتظمة أن تحمل تراخيص محلية أو دولية، أو كليهما، وتعمل بموجب اللوائح التي تحددها هيئتها الوطنية للطيران المدني.

## أنظر أيضا
- شركة طيران
- تاريخ شركات الطيران غير المجدولة في الولايات المتحدة